# The Remains of the Day (filme)
The Remains of the Day (Brasil: Vestígios do Dia / Portugal: Os Despojos do Dia ) é um filme dos Estados Unidos e do Reino Unido de 1993, do gênero drama, realizado por James Ivory, e com roteiro baseado no livro homónimo de Kazuo Ishiguro.

## Sinopse
James Stevens, um homem já com certa idade, começa uma viagem de carro pela Inglaterra, em direção à costa. Durante muitos anos ele foi o mordomo-chefe de Darlington Hall, uma conhecida casa de campo.
Naquela época acabou por sacrificar a sua vida pessoal para ter sucesso profissional, mesmo escondendo alguns dos seus sentimentos e que isso o fizesse passar por fraco. Ele vai visitar Sally Kenton, que não a vê há muito tempo e que tinha sido governanta em Darlington, por quem fora apaixonado. 
Ele julga que ela possa ser levada a regressar à sua antiga profissão, trabalhando para o novo proprietário de Darlington, um congressista dos Estados Unidos que já está reformado, voltando no tempo.

## Elenco
- Anthony Hopkins.... James Stevens
- Emma Thompson.... Sally Kenton
- Christopher Reeve.... Jack Lewis
- James Fox.... Lorde Darlington
- John Haycraft.... leiloeiro
- Caroline Hunt.... estalajadeira
- Peter Vaughan.... Sr. Stevens
- Paula Jacobs.... Sra. Mortimer
- Ben Chaplin.... Charlie
- Steve Dibben.... George
- Patrick Godfrey.... Spencer
- Peter Cellier.... Sir Leonard Bax
- Peter Halliday....Canon Tufnell
- Hugh Grant.... cardeal
- Lena Headey

## Principais prémios e nomeações
Óscar 1994 (EUA)
- Recebeu oito nomeações, nas categorias de melhor filme, melhor realizador, melhor actor (Anthony Hopkins), melhor atriz (Emma Thompson), melhor direcção de arte, melhor guarda-roupa, melhor banda sonora e melhor argumento adaptado.

Globo de Ouro 1994 (EUA)
- Recebeu cinco nomeações, nas categorias de melhor filme – drama, melhor realizador, melhor actor - drama (Anthony Hopkins), melhor actriz - drama (Emma Thompson) e melhor argumento.

BAFTA 1994 (Reino Unido)
- Recebeu seis nomeações, nas categorias de melhor filme, melhor realizador, melhor actor (Anthony Hopkins), melhor actriz (Emma Thompson), melhor fotografia e melhor argumento adaptado.